# Ога (Сондрио)
Ога је насеље у Италији у округу Сондрио, региону Ломбардија.
Према процени из 2011. у насељу је живело 353 становника. Насеље се налази на надморској висини од 1496 м.